# Thysania
Thysania — рід нічних метеликів родини Erebidae. Представники роду поширені у Центральній та Південній Америці. До роду належить найбільший метелик у світі — совка Агриппіна (Thysania agrippina).

## Види
Рід включає три види:
- Thysania agrippina Cramer, [1776]
- Thysania pomponia Jordan, 1924
- Thysania zenobia Cramer, [1777]